# Via Mariae
Via Mariæ / Via Maria / Via Mariana (în maghiară Mária-út) este o rețea de trasee turistice și de pelerinaj din Europa Centrală. Marcarea traseelor este în desfășurare din 2006, la inițiativa și cu cooperarea unor asociații și fundații din mai multe țări. Scopul lor este de a promova valorile Europei Centrale și de a construi o rețea sigură pentru drumeții care fac pelerinaje. Via Mariae / "Calea Mariei" este supraconfesională potrivit viziunii religioase moderne.
Unele sectoare din România ale traseelor Via Mariae sunt comune cu sectoare ale traseului Via Transilvanica. Pe aceste sectoare, pilonii kilometrici de andezit sunt comuni celor două trasee de drumeții, Via Transilvanica și Via Mariae

## Istoria pelerinajului în Europa Centrală

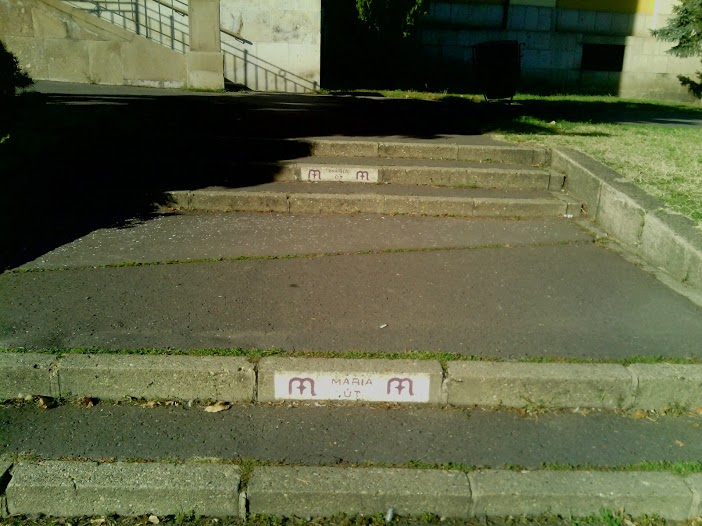
Semnul „Via Mariae” lângă Catedrala Sfântul Ioan din Eger, Ungaria.

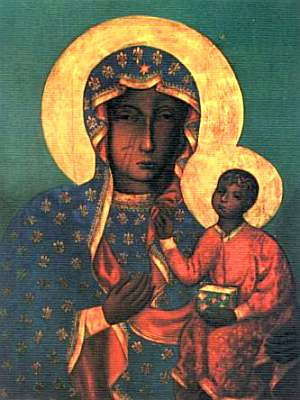
Icoana Madonei Negre de la Częstochowa (Polonia)

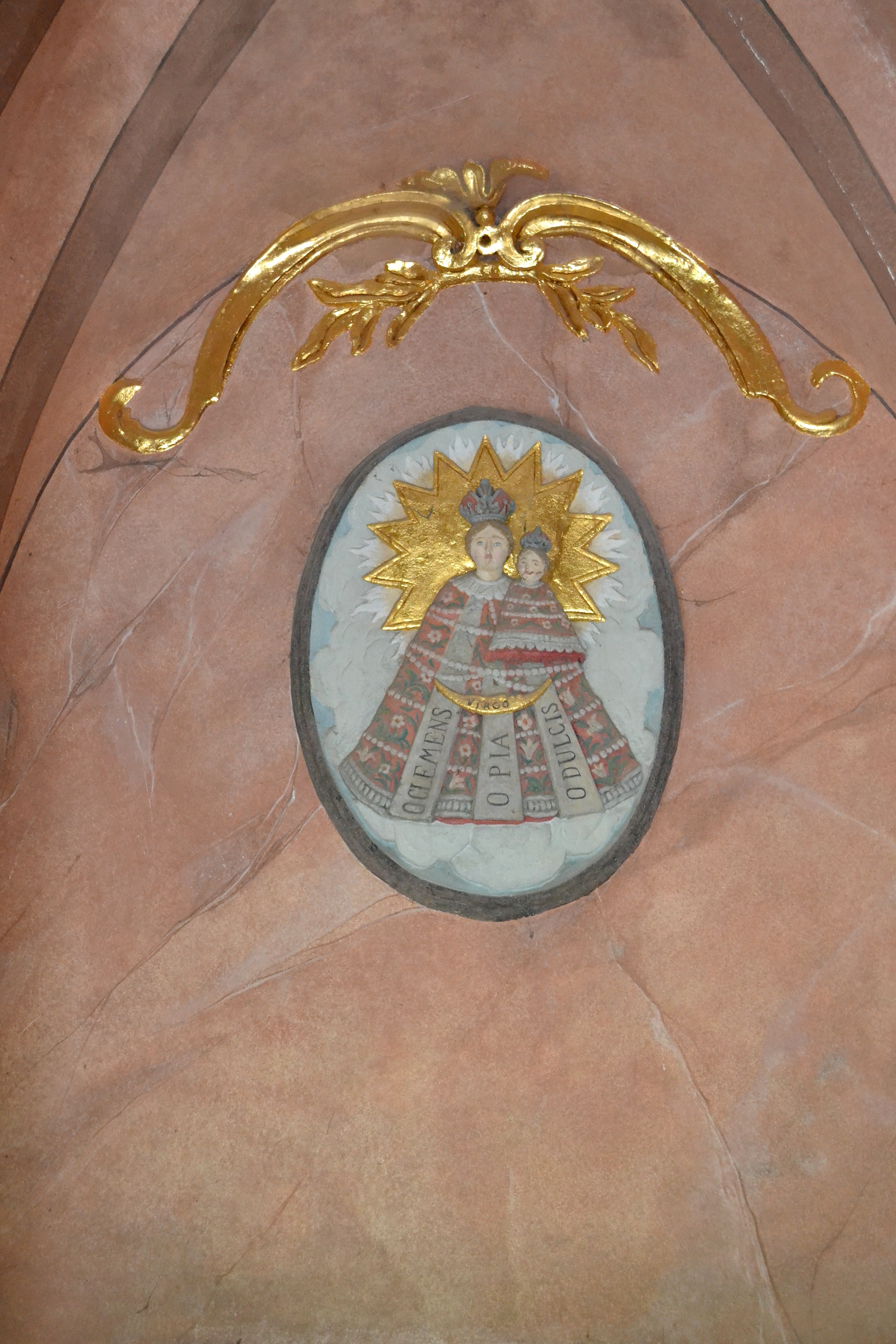
Punct de oprire la Marianka (Vallis Mariana), Slovacia.

Primele documente indirecte ale acestor pelerinaje sunt de la sfârșitul secolului al XII-lea. Prima raportare scrisă a unui număr mare de pelerini datează din 1330. Unele tribunale austriece și cehe din Evul Mediu impuneau vinovaților ca alternativă la pedeapsa cu moartea ispășirea crimelor printr-un pelerinaj, cel mai adesea în Țara Sfântă sau la Santiago de Compostela, dar și fără o localizare specificată. În anii și în secolele următoare au venit tot mai mulți pelerini din țările vecine. După Contrareformă, Mănăstirea Mariazell a devenit sanctuar imperial al Habsburgilor. La biserica mănăstirii s-au format mai multe frății de mireni. Împăratul Iosif al II-lea a desființat mănăstirea Mariazell în anul 1783 împreună cu majoritatea mănăstirilor din imperiu, precum și toate frățiile de la Mariazell, iar în 1787 a interzis complet pelerinajele. După moartea sa  pelerinajele au fost reluate.
Ideea creării rețelei de pelerinaj Via Mariae a pornit de la popularitatea traseului de pelerinaj Drumul Sfântului Iacob (El Camino) din Europa de Vest și a fost dată de numărul mare de mănăstiri închinate Fecioarei Maria din Europa Centrală și de Est. Bazat pe venerația mariană a popoarelor din Europa Centrală, Via Mariae face legătura între sanctuarele Maicii Domnului și valorile istorice și culturale de-a lungul traseului, mai presus de confesiunea religioasă. Traseul de pelerinaj este preponderent pe jos, dar pe mai multe tronsoane se poate face și călare sau cu bicicleta.

## Rute de pelerinaj

### Ramura principală est-vest (M01)
Prima rută a inițiativei, secțiunea principală est-vest, a fost numită Via Mariae, în maghiară Mária-út (M01) în 2007. Marcajele sale sunt violet. Acest traseu de pelerinaj merge de la Mariazell (Austria) la Șumuleu Ciuc (România) și are o lungime de aproximativ 1.400 de kilometri. Această distanță poate fi parcursă pe jos în aproape 60 de zile. Jumătatea vestică a traseului a fost finalizată până în 2009. Secțiunea de 500 de kilometri dintre Mariazell și Budapesta a fost numită după cardinalul József Mindszenty, deținut politic din 1949, eliberat la Revoluția din 1956, apoi refugiat timp de 15 ani la ambasada SUA din Budapesta (până în 1971). Ruta M01 trece prin Șimleu Silvaniei–Zalău–Bonțida–Sic–Mănăstirea Nicula, continuând prin județul Mureș, traseul intră în județul Harghita, continuă până la Mănăstirea Șumuleu Ciuc, apoi în județul Neamț, la Mănăstirea Neamț, apoi în județul Suceava, la Cacica, la basilica minor "Adormirea Maicii Domnului", traseul ia sfârșit la Putna.

### Ramura principală nord-sud (M02)
În anii 2010, secțiunea principală nord-sud (M02) a fost extinsă pentru a conecta Częstochowa (Polonia) cu Međugorje (Bosnia și Herțegovina). Marcajele sale sunt albastre. Drumul duce din centrul Ordinului Paulin Maghiar din Polonia, prin Częstochowa, Budapesta, până la locul aparițiilor mariane din Bosnia-Herțegovina, Međugorje.

### Rute secundare
Traseul M04, sau Bencés út (calea benedictină), nu era încă finalizat în 2020. Conform planurilor, pelerinajul de aproximativ 450 de kilometri, care pleacă de la Viena (în Austria) sau Marianka (în Slovacia), va merge la Pécs (Ungaria) pe ruta Máriakálnok-Győr-Andocs. Marcajele sale sunt albastre.
Traseul M05 era încă în construcție în 2020. Traseul de la Mariazell duce la Șumuleu Ciuc, în direcția Marianka-Márianosztra-Máriabesnyő-Târgu Mureș-Zetea, Harghita. Marcajele sale sunt roșii. În anul 2021 autoritățile din județul Suceava au început marcarea traseului Via Mariae până la Mănăstirea Putna.
Traseul M10, sau Ferences út (calea franciscană), duce de la Tatabánya prin Esztergom și Mátraverebély până la Abasár, după ce s-au parcurs aproape 250 de kilometri. Marcajele sale sunt violet.
Traseul M12 - cu marcaje albastre - Brașov–Sfântu Gheorghe–Miercurea Ciuc–Șumuleu Ciuc–Toplița–Vatra Dornei; 
Traseul M28 – cu marcaje galbene – Coșnea, Bacău–Șumuleu Ciuc–Miercurea Ciuc–Toplița–Vatra Dornei–Sfântu Gheorghe. 
Traseul M29 – ale cărui marcaje sunt verzi – trece prin așezările Micloșoara, Covasna–Baraolt–Sântimbru-Băi, Harghita–Miercurea Ciuc–Șumuleu Ciuc.
Traseul M50, așa-numita ramură ortodoxă / greco-catolică, era încă în construcție în 2020. Din Levoča (Slovacia), urmând traseul Máriapócs (Ungaria)-Satu Mare (România)-Sighetu Marmației (România), se ajunge la Suceava (România) - Mănăstirea Putna. Lungimea sa este de aproximativ 1.000 de kilometri. Marcajele sale sunt roșii.
Traseul M60, sau brațul Vasvár, are o lungime de 400 de kilometri; pornește de la Csákánydoroszló și merge pe traseul Vasvár-Sümeg-Székesfehérvár-Ercsi până la Dabas. Marcajele sale sunt roșii.
Traseul M80 a fost numit Drumul Reconcilierii. Era încă în construcție în 2020. Are lungimea de aproximativ 600 de kilometri. Plecând din Levoča (Slovacia), ajungeți în Seghedin (în Ungaria) pe ruta Mátraverebély-Máriabesnyő-Pálosszentkút. Marcajele sale sunt albastre.

## Puncte de oprire pe drum
În ordine alfabetică:
- Altötting, anume Sanctuarul Maicii Domnului, Bavaria, Germania
- Brno, Moravia, Cehia
- Budapesta, Ungaria
- Cacica, anume bisericile catolică și ortodoxă având hramul "Adormirea Maicii Domnului", județul Suceava, România
- Celldömölk, Ungaria
- Częstochowa, anume Jasna Góra, Polonia
- Esztergom, anume Bazilica din Esztergom (basilica minor), Ungaria
- Loreto, anume Basilica della Santa Casa (basilica minor), Italia
- Marianka, aproape de Bratislava, Slovacia
- Máriapócs, anume Biserica greco-catolică din Máriapócs (basilica minor), la 30 km spre est de Nyíregyháza, Ungaria
- Maria Radna, anume Mănăstirea "Maria Radna" (basilica minor), Lipova, județul Arad, România
- Mariazell, anume Bazilica Nașterea Sfintei Fecioare Maria (basilica minor), Stiria, Austria
- Mátraverebély, Ungaria
- Međugorje, Bosnia și Herțegovina
- Nicula, anume Mănăstirea "Nicula", județul Cluj, România
- Olomouc, anume Bazilica Vizita Fecioarei Maria (basilica minor), Moravia, Cehia
- Pálosszentkút, Ungaria
- Pécs, anume Bazilica Adormirea Maicii Domnului, Ungaria
- Praga, Cehia
- Putna, anume Mănăstirea "Putna", județul Suceava, România
- Seghedin, Biserica Fecioarei Maria, Seghedin-Alsóvárös, Ungaria
- Șumuleu Ciuc, anume Mănăstirea franciscană (basilica minor), județul Harghita, România
- Slavonski Brod, Croația
- Staré Hory, anume biserica Vizita Fecioarei Maria (basilica minor), Slovacia
- Zalaegerszeg, Ungaria
- Zenica, Bosnia și Herțegovina
- Zetea, anume Biserica romano-catolică din Zetea, România.